# Designated Survivor
Designated Survivor – amerykański serial telewizyjny (dramat polityczny, thriller) wyprodukowany przez Kinberg Genre, The Mark Gordon Company oraz ABC Studios. Twórcą serialu jest David Guggenheim. Serial jest emitowany od 21 września 2016 roku przez ABC. 29 września 2016 roku stacja ABC ogłosiła zamówienie pełnego sezonu. W Polsce serial dostępny jest na platformie Netflix – pierwsze dziesięć odcinków publikowano dzień po premierze w USA, aktualnie opóźnienie wynosi około trzech tygodni. Natomiast w telewizji serial był emitowany od 7 stycznia 2019 roku przez AXN. 
12 maja 2018 roku stacja ABC ogłosiła zakończenie produkcji serialu po dwóch sezonach.
6 września 2018 roku platforma Netflix przejęła serial i zamówiła trzecią serię. Pod koniec lipca 2019, Netflix ogłosił zakończenie produkcji.

## Fabuła
Fabuła serialu osnuta jest wokół prezydentury Thomasa Kirkmana, pierwotnie niższego rangą urzędnika gabinetu swojego poprzednika, który zginął wraz z całym rządem Stanów Zjednoczonych i niemal wszystkimi członkami Kongresu. Niedoświadczony w polityce i nieprzygotowany do objęcia najwyższego urzędu w kraju Thomas Kirkman – wyznaczony ocalały (designated survivor) na wypadek śmierci prezydenta, wiceprezydenta i wszystkich członków Kongresu w konstytucyjnej kolejności sukcesji – po skutecznym zamachu nieznanych sprawców obejmuje urząd prezydenta Stanów Zjednoczonych, zmagając się z przeciwnościami politycznymi. Polityka w Waszyngtonie służy jednak jedynie za tło prowadzonego przez agentkę FBI Hannę Wells – główną obok prezydenta Kirkmana bohaterkę serialu – śledztwa nad rozwikłaniem skomplikowanej intrygi głęboko zakonspirowanej organizacji, dla której zgładzenie wszystkich czynnych polityków federalnych kraju i sędziów Sądu Najwyższego, stanowi dopiero wstęp do objęcia władzy i zmiany ustroju Stanów Zjednoczonych.

## Obsada

### Główna
- Kiefer Sutherland jako Thomas „Tom” Kirkman, prezydent USA[8]
- Maggie Q jako agentka Hannah Wells[9]
- Adan Canto jako Aaron Shore[10]
- Italia Ricci jako Emily Rhodes[9]
- LaMonica Garrett jako Mike Ritter[11]
- Kal Penn jako Seth Wright[9]
- Natascha McElhone jako Alex Kirkman, pierwsza dama[9]
- Paulo Costanzo jako Lyor Boone[12](sezon 2)

### Role drugoplanowe
- Mckenna Grace jako Penny Kirkman[13]
- Tanner Buchanan jako Leo Kirkman
- Kevin McNally jako generał Harris Cochrane
- Malik Yoba jako Jason Atwood(sezon 1)[14]
- Virginia Madsen jako Kimble Hookstraten[15](sezon 1)[16]
- Ashley Zukerman jako Peter MacLeish[17]
- Mykelti Williamson jako admirał Chernow[18]
- Peter Outerbridge jako Charles Langdon
- George Tchortov jako Nestor Lozano
- Reed Diamond jako John Forstell
- Michael Gaston jako James Royce
- Mariana Klaveno jako Brooke Mathison[19]
- Jake Epstein jako Chuck Russink
- Lara Jean Chorostecki jako Beth MacLeish
- Rob Morrow jako Abe Leonard
- Geoff Pierson jako Cornelius Moss[20]
- Mark Deklin jako Jack Bowman
- Kearran Giovanni jako Diane Hunte
- Terry Serpico jako Patrick Lloyd
- Richard Waugh jako Jay Whitaker
- Ben Lawson jako  Damian Rennett[21](sezon 2)

## Odcinki
| Sezon | Odcinki | Oryginalna emisja | Oryginalna emisja | Oryginalna emisja   | Oryginalna emisja | Oryginalna emisja |
| Sezon | Odcinki | Premiera sezonu   | Finał sezonu      | Premiera sezonu     | Finał sezonu      |                   |
| ----- | ------- | ----------------- | ----------------- | ------------------- | ----------------- | ----------------- |
| 1     | 21      | 21 września 2016  | 17 maja 2017      | 22 września 2016    | 14 czerwca 2017   |                   |
| 2     | 22      | 27 września 2017  | 16 maja 2018      | 6 października 2017 | 25 Maja 2018      |                   |
| 3     | 10      | 7 czerwca 2019    | 7 czerwca 2019    | 7 czerwca 2019      | 7 czerwca 2019    |                   |

## Produkcja
15 grudnia 2015 roku, Kiefer Sutherland został obsadzony w głównej roli. W lutym 2016 roku, ogłoszono, że Kal Penn, Maggie Q, Natascha McElhone oraz Italia Ricci dołączyli do serialu. W tym samym miesiącu do serialu dołączył Adam Canto, który wcieli się w rolę Aarona Shore, a 2 marca 2016 roku, ogłoszono, że LaMonica Garrett znany z serialu Synowie Anarchii dołączył do obsady. 26 marca 2016 roku, Tanner Buchanan i Mckenna Grace dołączyli do thrillera jako dzieci nowego prezydenta.
7 maja 2016 roku, stacja ABC potwierdziła zamówienie pierwszej serii na sezon telewizyjny 2016/17. W lipcu 2016 roku, ogłoszono, że Malik Yoba i Virginia Madsen dołączyli do serialu w rolach powracających. 5 sierpnia 2016 roku, Ashley Zukerman dołączył do Designated Survivor, a 14 września 2016 roku, Mykelti Williamson znany z serialu 24 Godziny, dołączył do serialu w roli powracającej. W listopadzie 2016 roku, ogłoszono, że w roli powracającej pojawi się Mariana Klaveno jako Brooke Mathison. W lutym 2017 roku, poinformowano, że Geoff Pierson pojawi się w serialu jako Cornelius Moss.
W maju 2017 roku ogłoszono, że showrunnerem serialu został Keith Eisner, a stacja ABC ogłosiła zamówienie drugiego sezonu.
Pod koniec czerwca 2017 roku poinformowano, że Paulo Costanzo dołączył do obsady w drugim sezonie jako Lyor Boone oraz Virginia Madsen odchodzi z serialu. W lipcu 2017 roku podano, że Ben Lawson dołączył jako Damian Rennett